# Roestam Effendi
Roestam Effendi, na de Indonesische spellingshervorming van 1972 Rustam Effendi (Padang (Ned.-Indië), 13 mei 1903 – Jakarta (Indonesië), 24 mei 1979) was een Nederlands antikoloniaal schrijver, dichter en communistisch politicus van Nederlands-Indische afkomst.
Effendi was de eerste Indonesiër in de Nederlandse Tweede Kamer der Staten-Generaal en het eerste Kamerlid met een niet-Westerse achtergrond.

## Loopbaan

### Schrijver
Effendi werd geboren in West-Sumatra. Na de basisschool studeerde hij in de steden Bukittinggi en Bandung om onderwijzer te worden, respectievelijk aan de Kweekschool en de Hogere Kweekschool. In Bandung kwam hij in contact met Soekarno. In 1924 keerde hij terug naar Padang om te doceren. Hier trad hij tevens in de gemeenteraad en werkte hij als hoofd van een islamitische school.
Zijn eerste literaire werk, het dramatische toneelstuk Bebasari ('De essentie is vrijheid', 1926), verscheen in het midden van de twintiger jaren en wordt beschouwd als het eerste toneeldrama van de moderne Indonesische literatuur. Het stuk was een kritiek op het Nederlandse koloniale bewind, gebaseerd op de Ramayana. Verspreiding van het werk werd belemmerd door de Nederlandse autoriteiten, die op Effendi's revolutionaire overtuigingen wezen. Hierna schreef hij de dichtbundel Pertjikan Permenoengan ('Fonkelende Overpeinzingen', 1926) met meer indirect antikoloniale gedichten, zoals "Tanah Air" (Vaderland).
Na een mislukte communistische revolutiepoging in 1926 werd de censuur aangescherpt en besloot Effendi naar Nederland te komen. In Nederlands-Indië had hij behoord tot de vooraanstaande leden van de Communistische Partij van Indonesië (PKI) en was hij lid van de naar onafhankelijkheid strevende studentenbeweging Perhimpoenan Indonesia.

### Politicus
Vanaf 1928 woonde Effendi in Den Haag. Hier behaalde hij eerst een Nederlandse lesbevoegdheid en studeerde hij economie. Vervolgens werd hij actief voor allerlei anti-kolonialistische en anti-imperialistische verenigingen en periodieken. In 1933 was hij kandidaat voor de Communistische Partij Holland (CPH, vanaf 1935 CPN) en werd gekozen, omdat hoger geplaatste Indonesiërs gevangen zaten of bedankten. Effendi zelf hing ook een mogelijke maand celstraf te wachten, wegens het 'opruien van arbeiders' in Tiel. Dit was de reden voor verschillende confessionele volksvertegenwoordigers om tijdens Effendi's beëdiging niet op te staan. CPN-voorzitter David Wijnkoop riep hierop in de Tweede Kamer: 'Indonesia Merdeka!' ('Indonesië Vrij!'). Een week later werd Effendi veroordeeld tot een maand in de gevangenis. Na zijn celstraf keerde hij terug in de Kamer.
Effendi had de gewoonte om z'n redevoeringen moeilijk verstaanbaar uit te spreken, zodat de voorzitter 'omstreden' uitspraken niet zou dwarsbomen. Desondanks was hij een scherp debater. Effendi was tevens enige tijd lid van het CPN-partijbestuur.
Effendi werd in 1946 door de CPN geroyeerd vanwege zijn geringe rol in de illegaliteit. Hij bedankte als Kamerlid en verhuisde in 1950 terug naar Indonesië.